# كيم بيك
كيم بيك لورنس (بالإنجليزية: kim peek Laurence)‏ هو أمريكي عرف باسم "megasavant" لذاكرته الاستثنائية، والتي راكمها بسبب صعوبات اجتماعية عانى منها والناتجة عن إعاقة تنموية وتشوهات خلقية في الدماغ. كان كيم بيك مصدر إلهام لشخصية ريمون بابيت، في فيلم رجل المطر على عكس بابيت، الذي كان يعاني التوحد كان كيم يعاني من متلازمة إف جي.

## النشأة

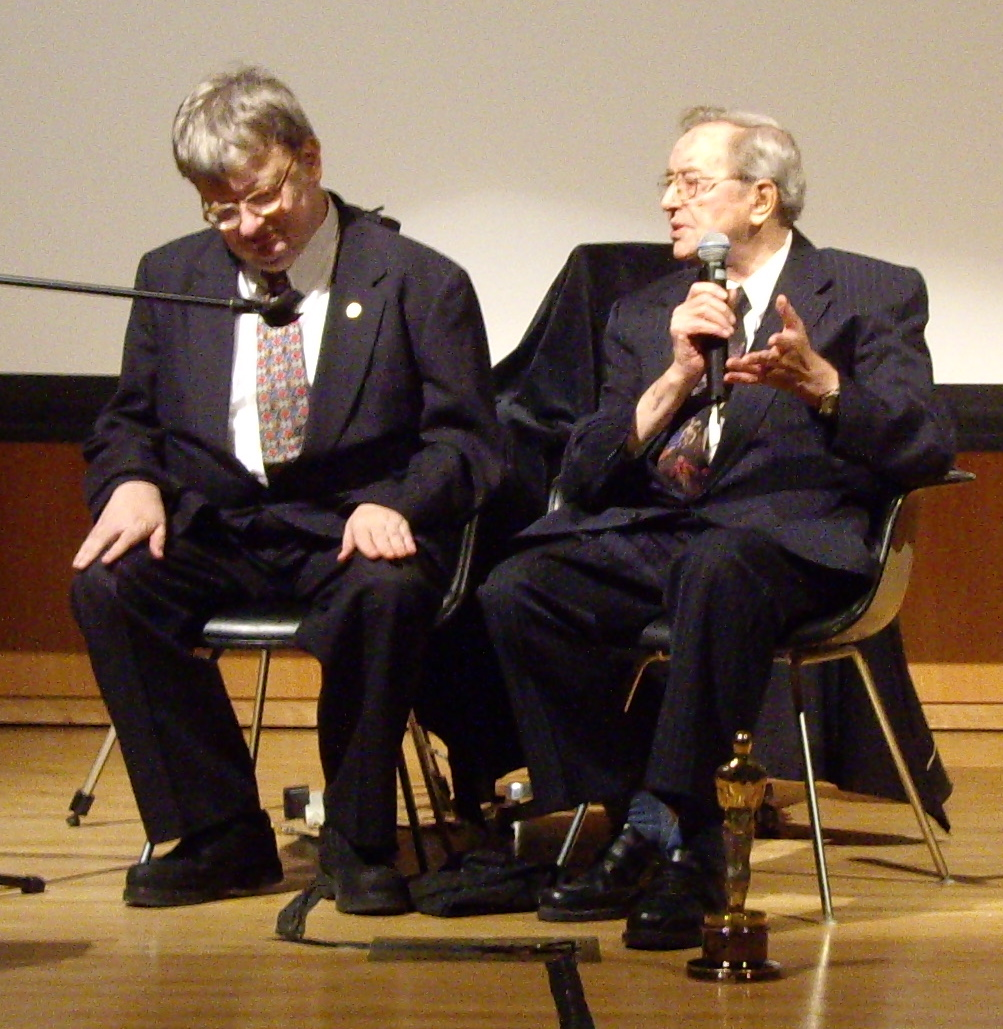
كيم بيك، فران بيك، والأوسكار الأكثر شعبية

ولد كيم في سولت لايك سيتي، يوتا، وكان يُعاني من تضخم في الرأس، وتلف في المخيخ، وفقد حزمة من الأعصاب التي تربط بين نصفي الدماغ؛ وهناك تكهنات بأن خلاياه العصبية بها روابط غير عادية مما أدى إلى سعة الذاكرة. وأفاد والد كيم، وفران (فرانسيس)، أن كيم كان قادرا على حفظ الأشياء من سن 16-20 شهرا. كان يقرأ الكتاب، ويحفظه، ثم يضعه مقلوبًا على الرف لإظهار أنه قد انهى قراءته، وظل يقوم بذلك طوال حياته. وقال إنه يستطيع حفظ الكتاب خلال ساعة ويتذكر كل شيء تقريبا، وقد حفظ كميات هائلة من المعلومات في مواضيع مختلفة مثل التاريخ والأدب والجغرافيا والموسيقى والتواريخ. كان كيم يقرأ عن طريق مطالعة الصفحة اليسرى بعينه اليسرى، ثم الصفحة اليمنى بعينه اليمنى. وفقا لمقال نشر في صحيفة التايمز، كان يستطيع أن يتذكر بدقة محتويات 12,000 على الأقل الكتب. عاش كيم في موراي، يوتا، وقضى قدرا كبيرا من وقته في القراءة في مكتبة سولت لايك سيتي، وإظهار قدراته في المدارس، مع مساعدة كبيرة من والده. لكنه لم يستطع المشي حتى كان في الرابعة من عمره. وكان يُعاني من صعوبة في الحركة.

## رجل المطر
في عام 1984، التقى كيم بالكاتب باري مورو في أرلينغتون بولاية تكساس، وصدر فيلم «رجل المطر» عام 1988، وكانت شخصية ريمون بابيت في الفليم مستوحاة من حياة كيم، إلا أنها تدور حول مرض التوحد.

## وفاته
توفي كيم بيك نتيجة أزمة قلبية في منزله في 19 ديسمبر 2009، عن عمر 58 عاما.

## روابط خارجية
- كيم بيك على موقع IMDb (الإنجليزية)
- كيم بيك على موقع إن إن دي بي (الإنجليزية)
- كيم بيك على موقع قاعدة بيانات الفيلم (الإنجليزية)